# La La Anthony
Alani Nicole 'La La' Anthony (née Vázquez) es una personalidad televisiva, escritora de superventas para el New York Times, empresaria, productora y actriz estadounidense. A inicio de los 2000, consiguió fama al ser VJ en Total Request Live de MTV. Fue presentadora del reality sobre el  VH1: Flavor of Love, I Love New York, For the love of Ray J, y Real Chance of Love, y decana en la Escuela de Encanto con Ricki Lago.
Empezó a actuar con participaciones en la gran pantalla que incluyen Dos Puede Jugar Aquel Juego (2001), You Got Served (2004), Think Like a Man (2010), Think Like a Man 2 (2014), November Rule (2015) y Destined (2015). Después de hacer varios papeles invitados en shows televisivos, protagonizó como Lakeisha Grant en Power de Starz. También ha aparecido en la serie televisiva La La's Full Court Wedding y La La's Full Court Life. Se casó con el jugador de NBA Carmelo Anthony en 2010.

## Biografía
Anthony nació en Brooklyn, Nueva York. Sus padres son de tradición puertorriqueña, nacidos y criados en la ciudad de Nueva York. Anthony (quien se describe como afro-puertorriqueña) tiene un hermano pequeño y dos hermanas más jóvenes. De pequeña estuvo implicada en muchas actividades, pero la música era su interés principal. Fue a la Universidad de Howard, donde estudió comunicaciones y consiguió el prestigioso cum laude en 1995 como licenciada en historia del arte.

## Carrera

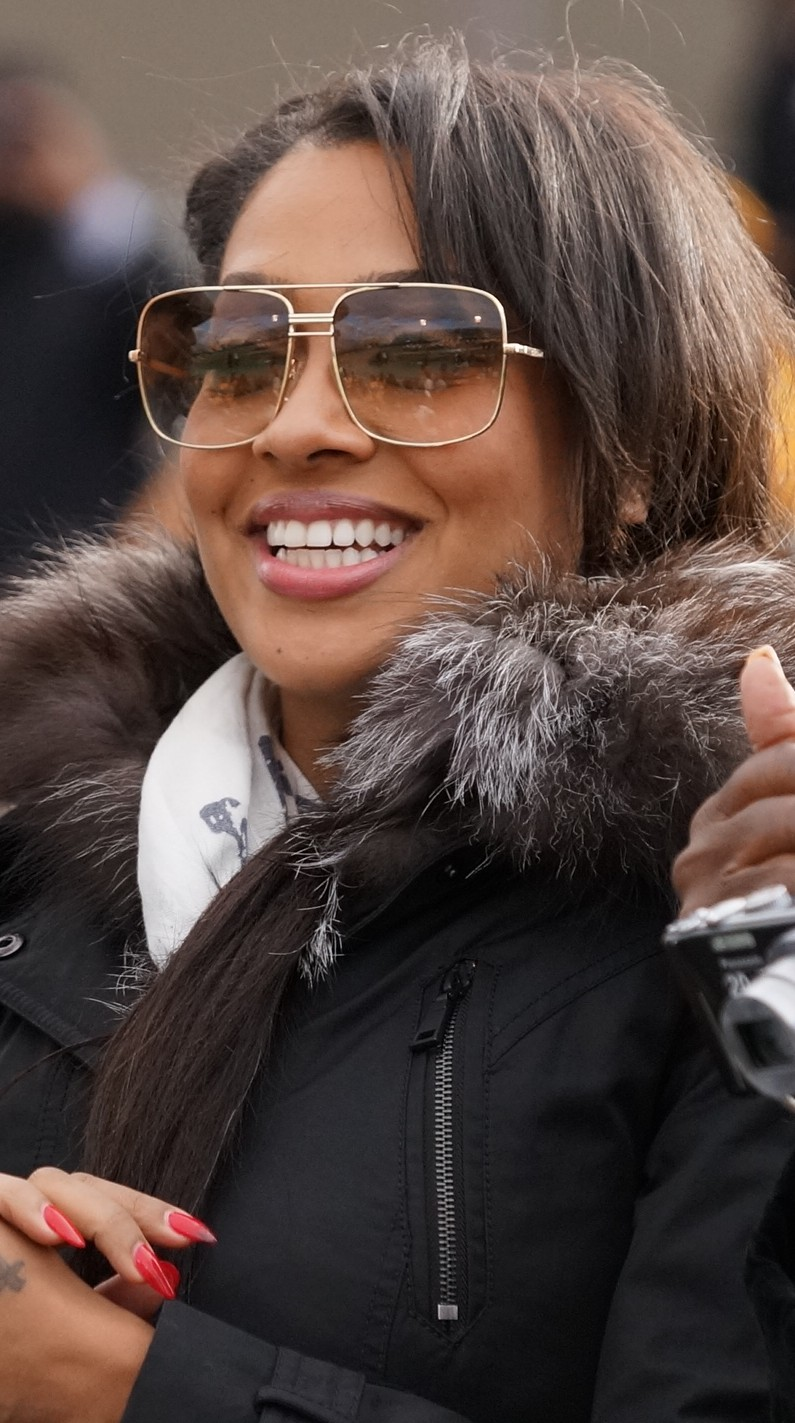
La La Anthony (2012)

A los 15 años, empezó su carrera en el mundo del entretenimiento en la radio de WHTA-FM, HOT 97.5 en Georgia. Después de estar allí poco tiempo, y mientras seguía en el instituto, creó su propio show, "The wildly popular Future Flavas", junto al rapero y actor Ludacris.
A los 19, consiguió una oferta de la cadena The Beat 92.3 de Los Ángeles como coanfitriona en su propio show de radio, El B-Syde. Después de una carrera exitosa en la radio, Anthony lo dejó en 2001 y se unió a MTV. A pesar de que no tenía experiencia previa en televisión, se convirtió en un talento inmediatamente y fue coanfitriona de dos de sus shows más populares, Direct Effect y lTotal Request Live. Durante su tiempo en MTV, entrevistó muchas estrellas, como Brad Pitt, Tom Cruise, Will Smith y Angelina Jolie, entre otros.